# NAB2
NAB2‏ (NGFI-A binding protein 2) هوَ بروتين يُشَفر بواسطة جين NAB2 في الإنسان.